# Taille de guêpe

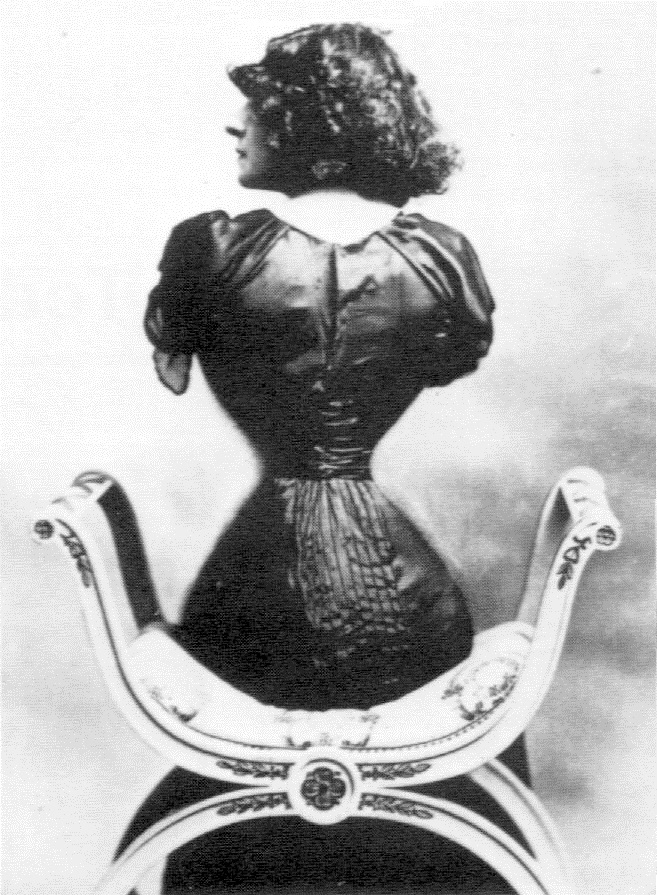
Polaire, une actrice célèbre pour sa taille de guêpe.

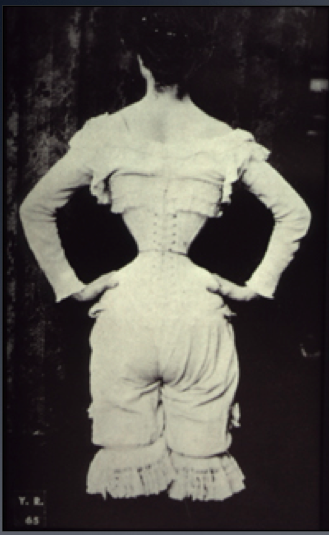
Wasp Waist (1890).

L'expression taille de guêpe fait référence à un type de silhouette féminine, généralement possible grâce au port d'un corset, d'une gaine ou d'une guêpière.

## Description

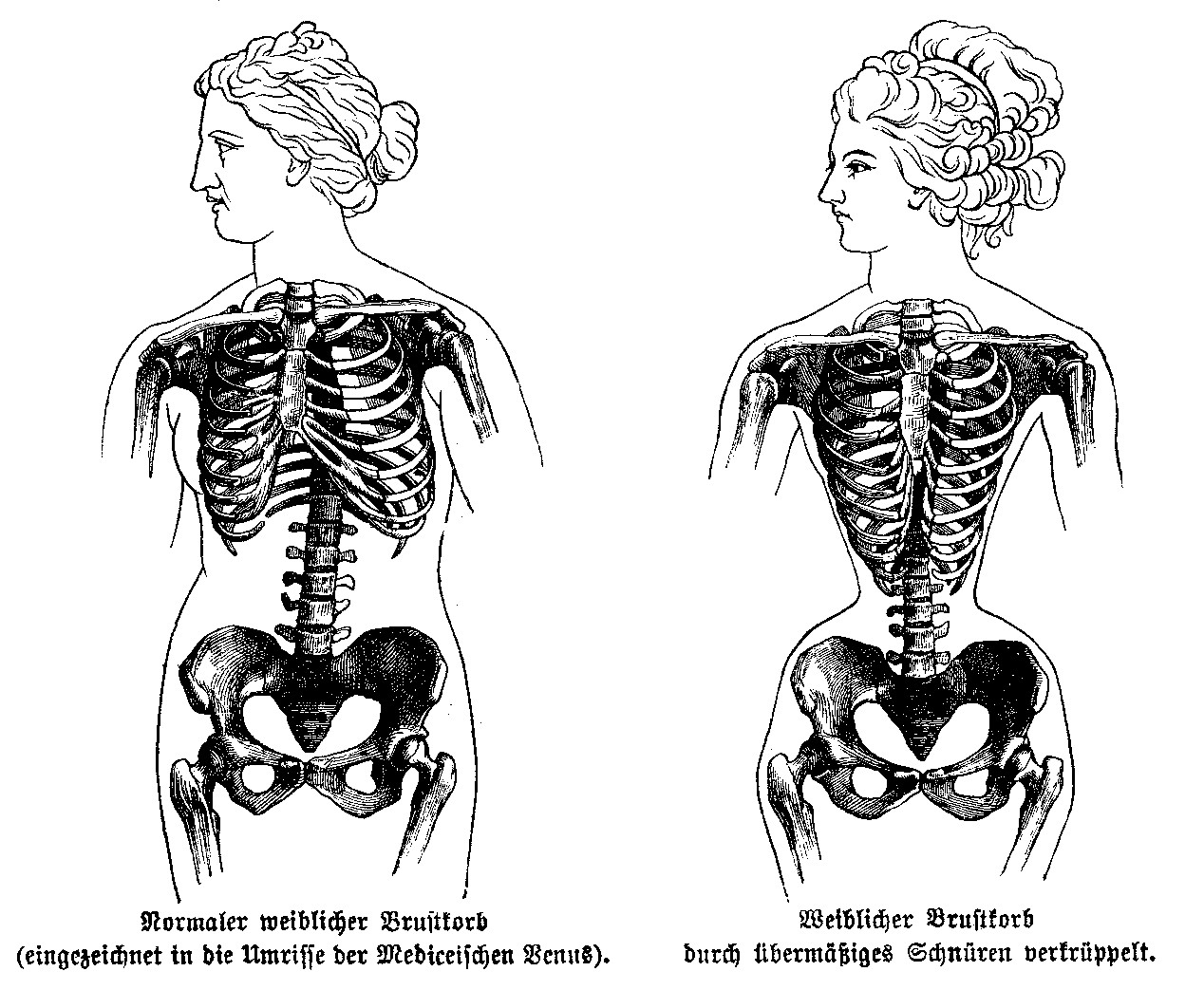
Déformations physiques induites au niveau des os par la taille de guêpe.

Cette silhouette se caractérise par une différence de proportion marquée au niveau de la taille, entre une taille mince et des hanches larges. Cette expression tire son nom de la similitude entre cette silhouette et le segment fin du corps de la guêpe appelé « pétiole ».

## Exemples notables
Les Gibson Girls des années 1890 et 1900, telles que Evelyn Nesbit, Irene Langhorn, ou plus encore Camille Clifford, étaient célèbres pour leur taille de guêpe.
Au XXe siècle, l'actrice Audrey Hepburn est renommée elle aussi pour sa taille de guêpe, liée aux privations lors de la Seconde Guerre mondiale, sa taille fine lui permettant de jouer des emplois d'ingénue mutine et des films chorégraphiés.
En 2013, une allemande dénommée Michele Koebke souhaite établir le record de la taille la plus mince. Pendant trois ans, elle porte un corset nuit et jour et le serre de plus en plus jusqu'à perdre 24 cm, passant de 64 cm de tour de taille à 40 cm. Cette méthode est baptisée « tightlacing » ou « corsetage ». 